# Macrolobium crassifolium
Macrolobium crassifolium là một loài thực vật có hoa trong họ Đậu. Loài này được A.Chev. miêu tả khoa học đầu tiên.